# 藏經洞基督像
藏經洞基督像（英語：Fragment of a Christian Figure）是一幅出土於莫高窟藏經洞的敦煌歸義軍時代景教基督像絹畫，或絹旗，已殘破，現藏英國倫敦大英博物館。其上所繪人物，貌似沈思的菩薩，右手擧起，作說法狀，如同佛像中常見的形像。但其頭輪和項圈上卻飾有十字架，表明該像描繪的是耶穌或一位基督教聖徒。

## 概述
這幅絹畫繪製於公元9世紀末期，1908年被匈牙利籍英國考古學家斯坦因發現於莫高窟第17窟，即藏經洞。據京都大學教授羽田亨考証，「敦煌出土的應為基督畫像的絹畫斷片…… 大概為敦煌地方唐代畫家接受景教司祭或教徒的訂貨，按其意願或其他參考材料畫成。」有「景教博士」之稱的佐伯好郎亦主張此像乃景教的耶穌像。
根據北京大學考古文博學院教授林梅村和匈牙利羅蘭大學講師宋妮雅（Buslig Szonja）的研究，他們認為這幅基督畫像在很多方面都刻意模仿波斯薩珊王朝時代的塔奇·博斯坦岩石浮雕神像。比如兩者都有頭光，佩戴類似項圈，甚至基本姿勢都非常相似。由此推測，這幅基督像很可能是以波斯宣教士阿羅本帶至長安的聖像為底本摹繪的。但該畫亦有濃郁的唐代佛畫風格，佛教藝術型式被採入為基調。

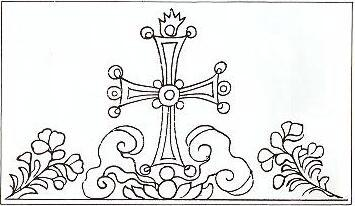
《大秦景教流行中國碑》上的十字蓮花紋飾

此畫初看好似一幅菩薩像，但細察面部會發現有異於中土的西式特徵，鬍子和鄂鬚都是赤茶色，與菩薩通常的綠色鬍鬚完全不同，顯示出該畫屬於另一種宗教。畫中人物為四分之三身像，配戴有十字蓮花裝飾的頭冠以及墜有十字架的項圈，頭冠和項圈上的十字架邊緣為水滴狀，而十字蓮花這種符號亦見於《大秦景教流行中國碑》。人物右手結安慰印（Vitarka Mudrā），左手持遊行用的十字架長杖。除十字架之外，人物所戴頭冠也很特別。這是一種羽翼頭冠，源自貴霜-薩珊藝術，象徵主權。披於肩上的捲髮則令人想到犍陀羅藝術中的佛像。
此像身披黃色襯裡的紅色披肩，其下着綠衣，但已褪色，與背景顏色相近。及至手肘的衣袖飾有規則的皺褶紋樣，手腕上戴着金色手鐲。頭光有細小的火燄帶，閉合的唇線拉着墨線，兩端稍微往下翻卷。整幅畫的背景裝飾有散落的小花，可能是為了增強宗教的神聖性，並有「奉愛」之意。

## 畫廊

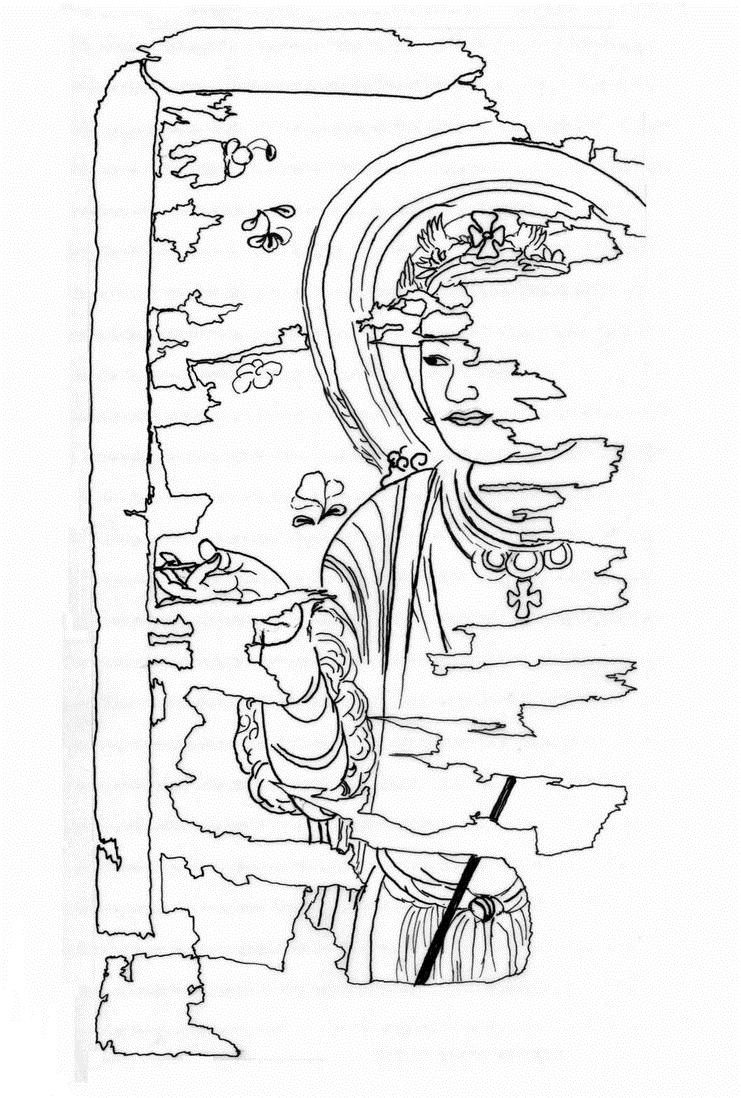
複製圖
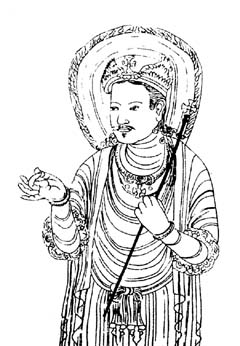
一名日本藝術家繪製的復原圖
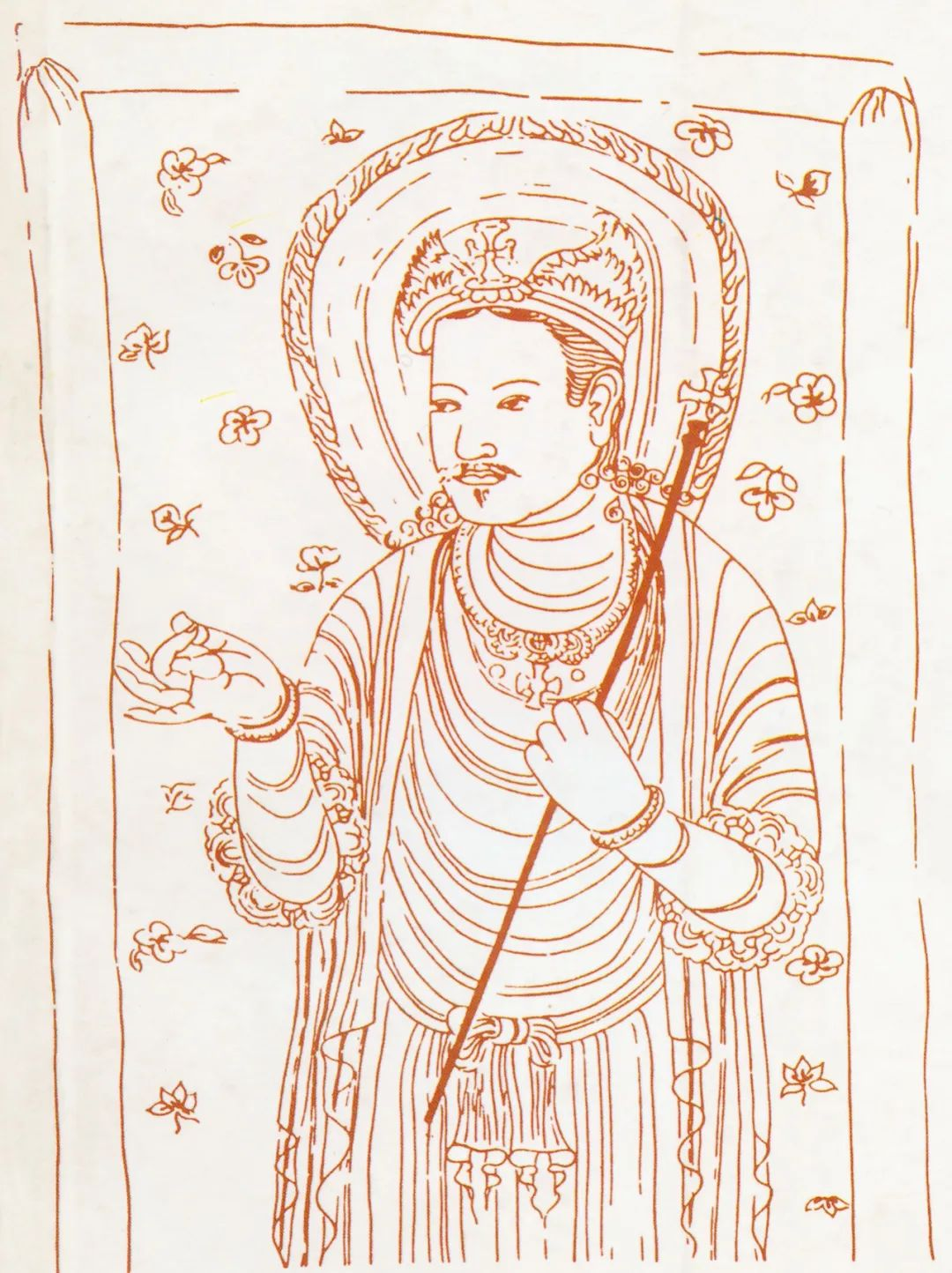
完整版復原圖
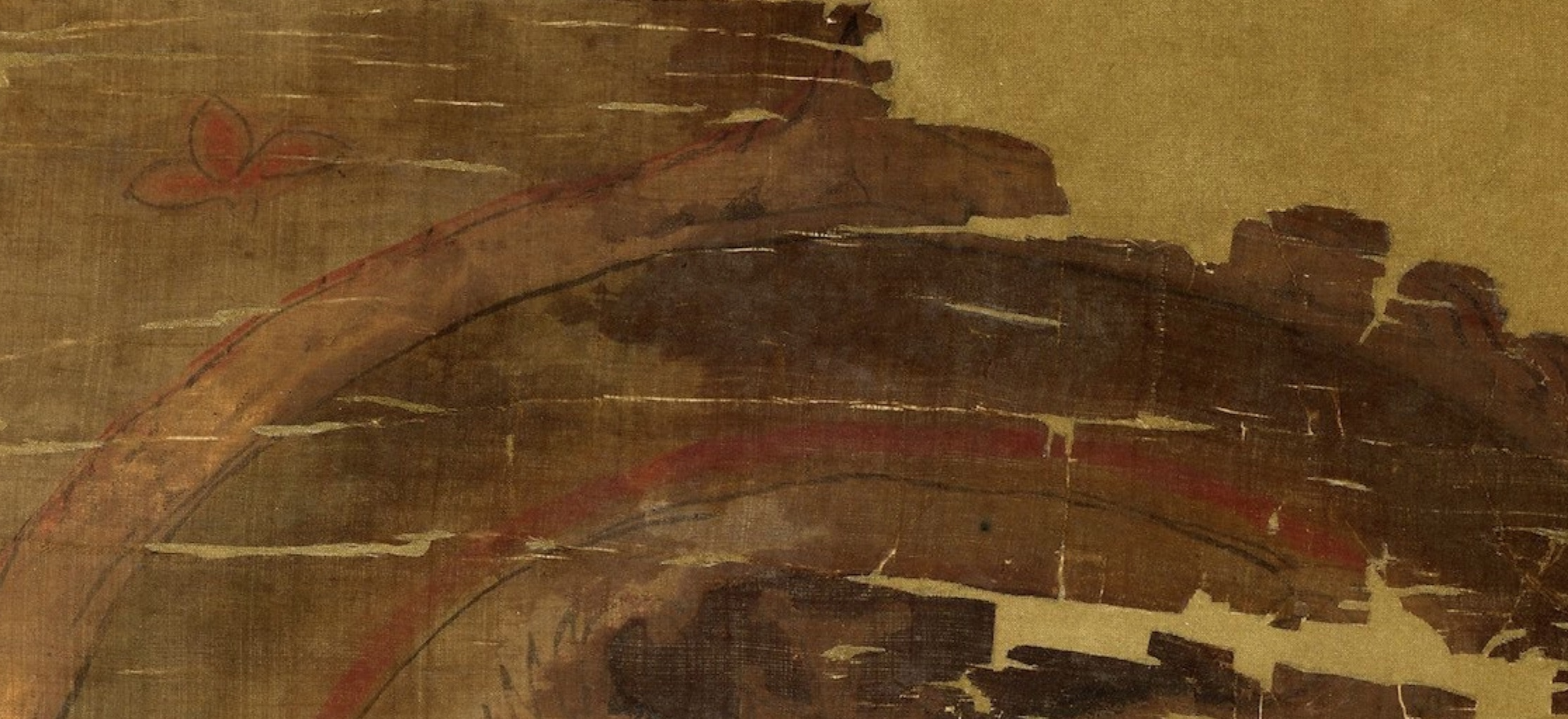
頭光頂部的火燄紋
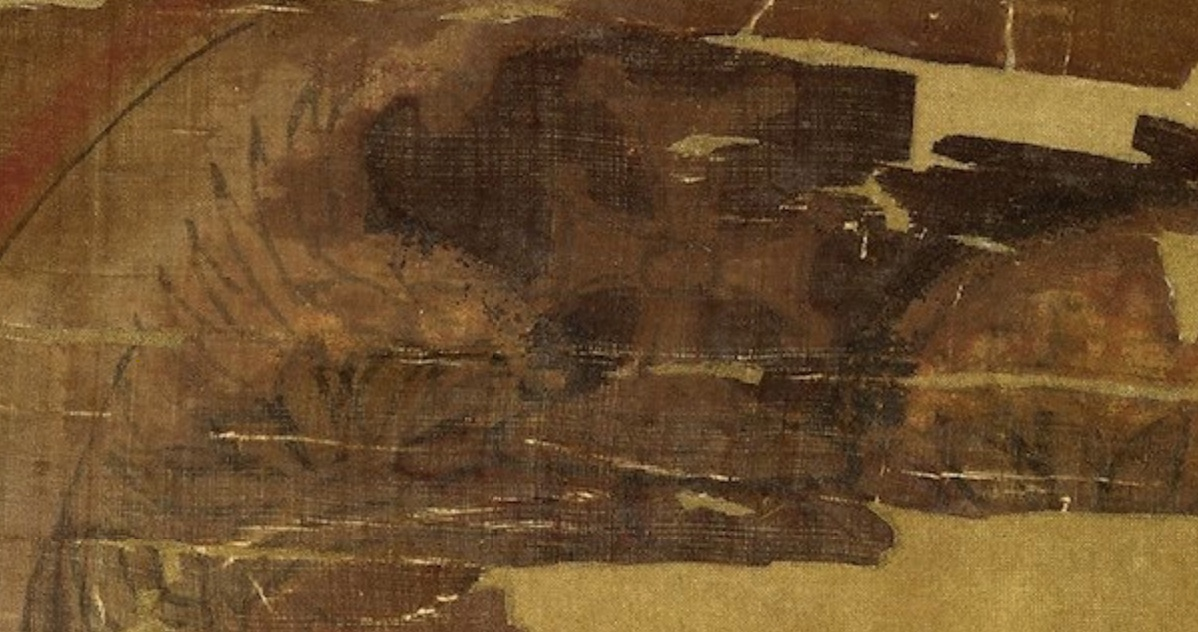
羽翼頭冠上的十字蓮花裝飾
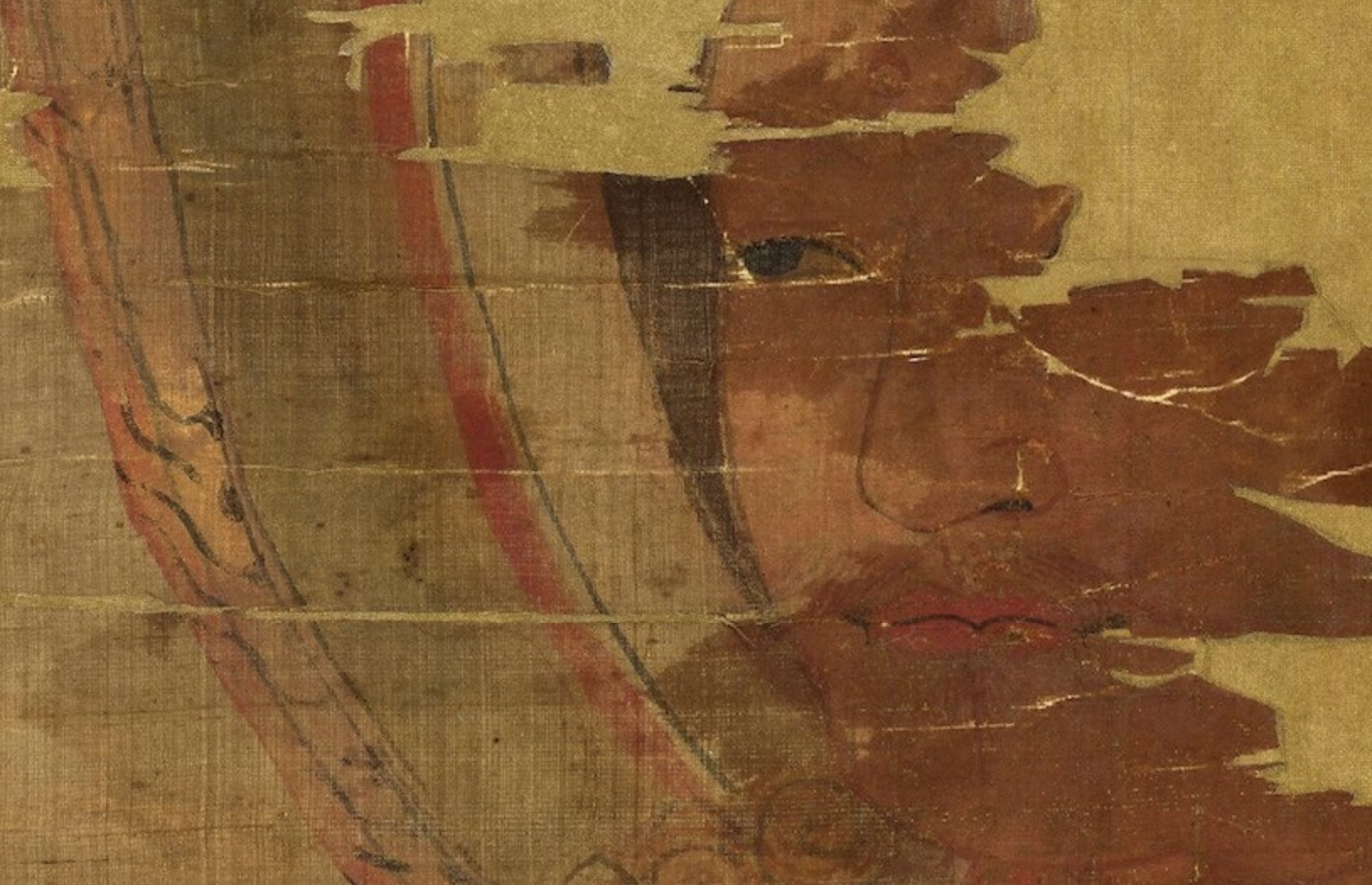
人物面部同部份頭光
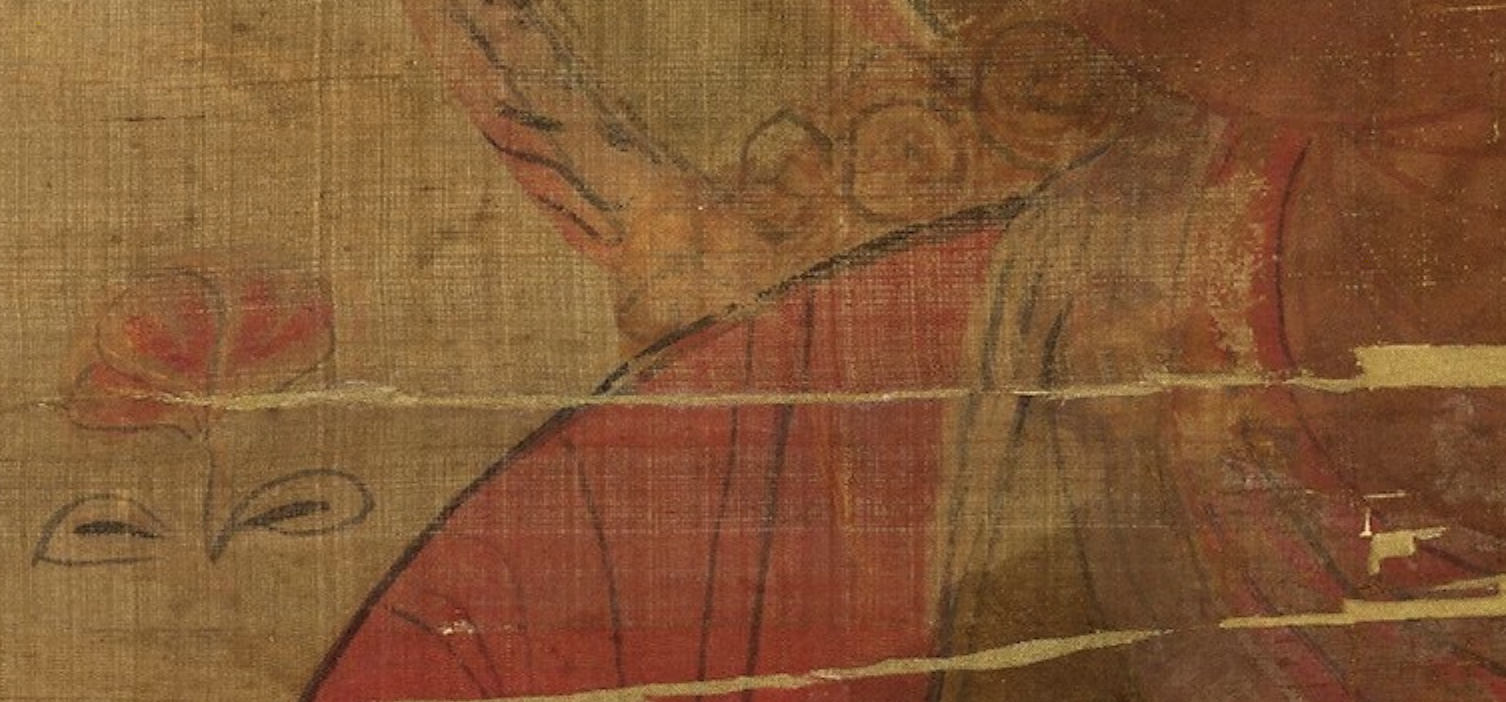
披在肩上的捲髮
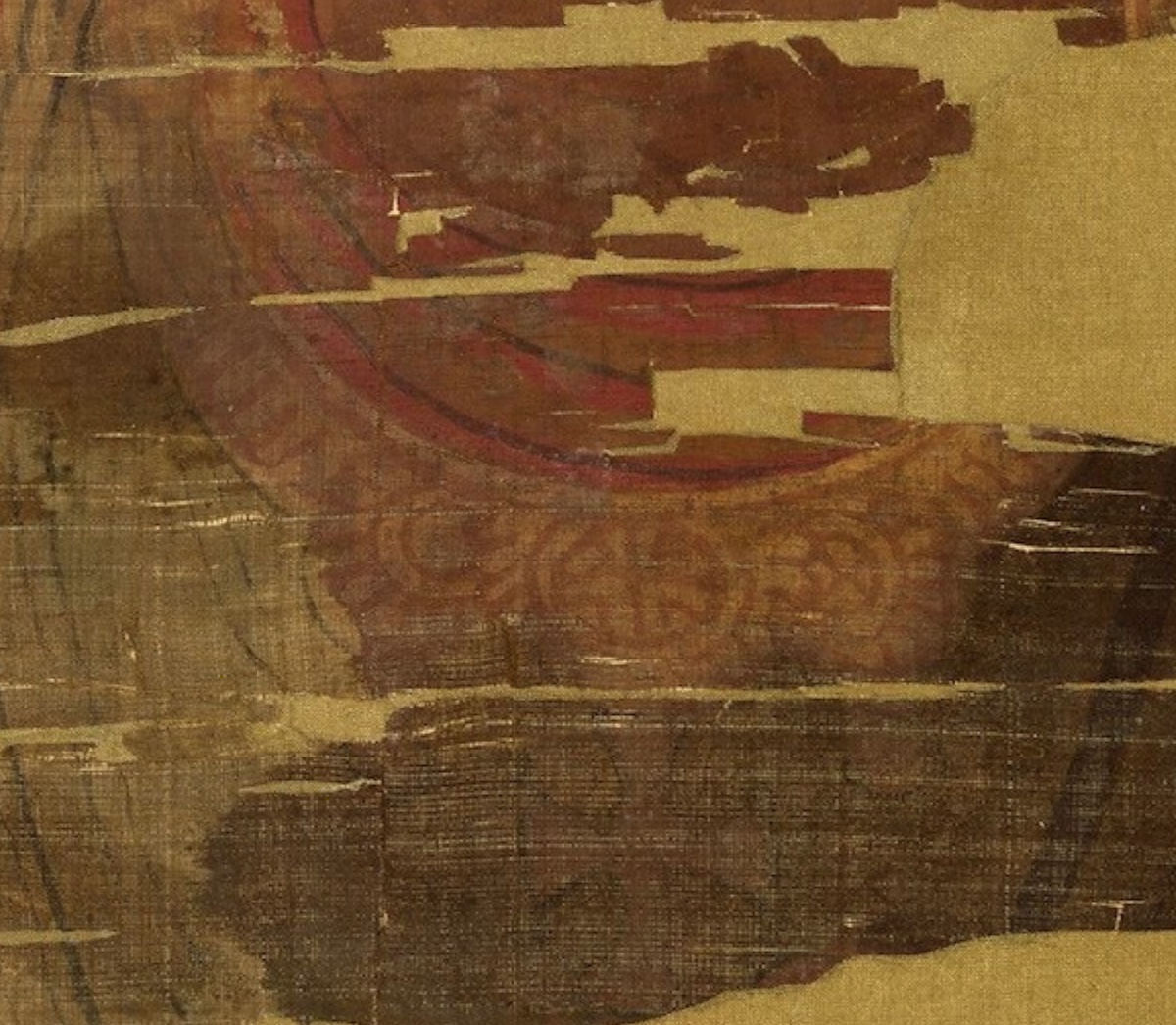
項圈上的十字紋飾同十字架吊墜
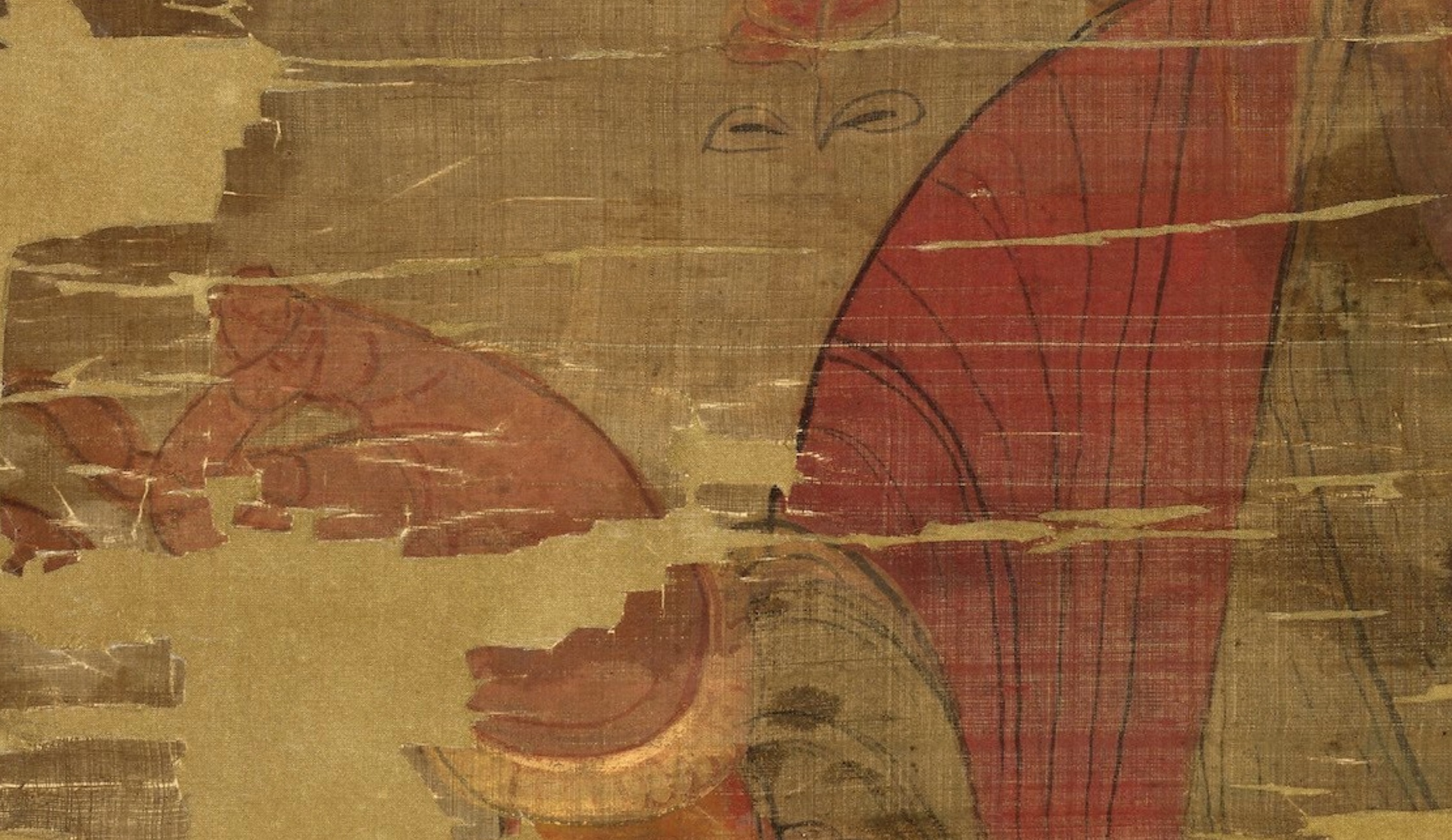
結安慰印的右手
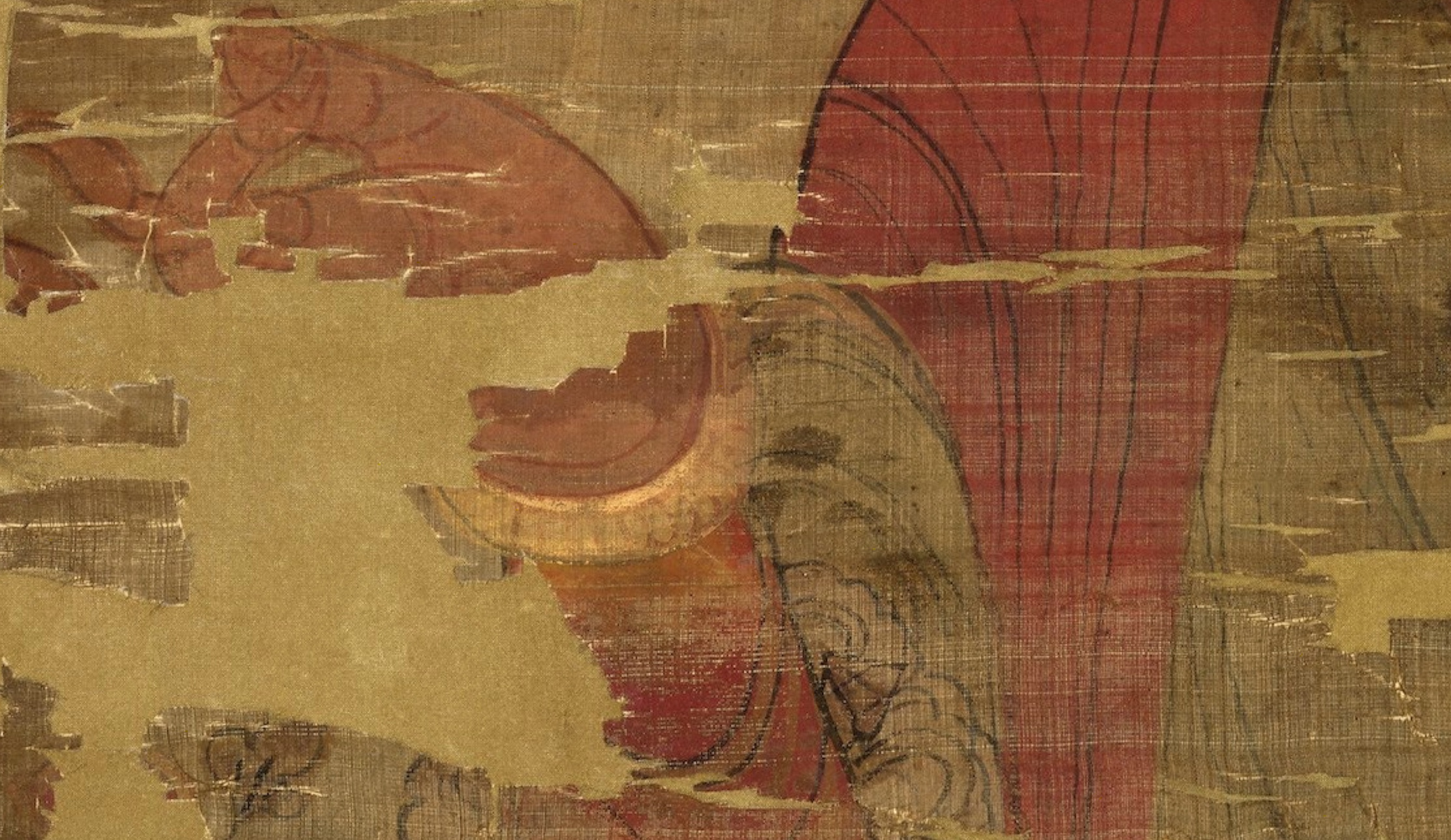
金色手鐲
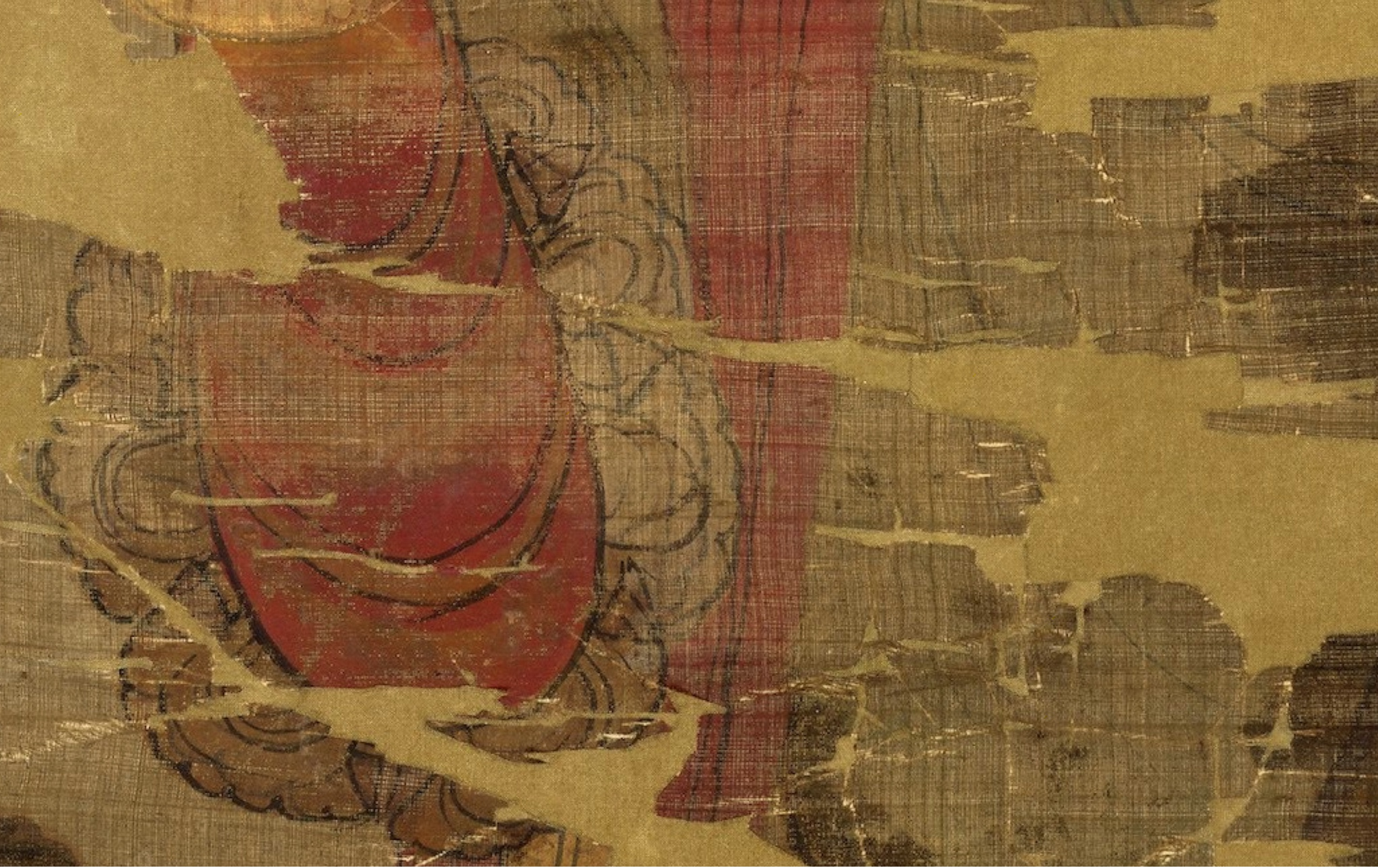
袖口的皺褶紋樣
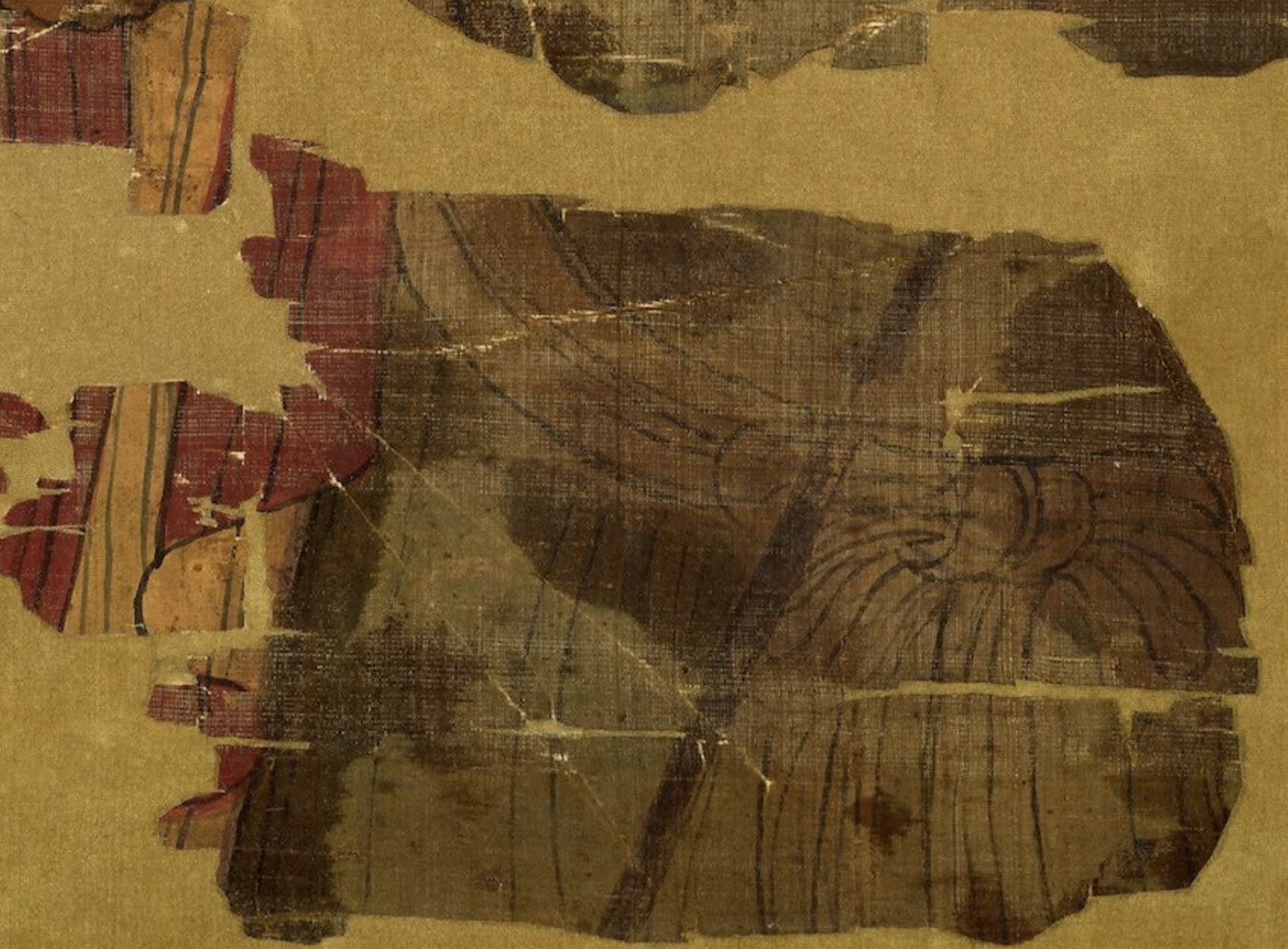
打有蝴蝶結的腰帶

## 流行文化
電視劇《長安十二時辰》第20集中，景教教士敬德僧（福樂克飾）遞給檀棋（熱依扎飾）的宣教傳單上印有藏經洞基督像。

## 腳註
1. ↑  《大秦景教流行中國碑》載：「大秦國大德阿羅本，遠將經像，來獻上亰。」這裡的「像」被認為是指基督教的聖像（見「參考資料」中的《景教藝術在西域之發現》一文）。
2. ↑  梵文「Vitarka Mudrā」，英譯，中文又譯「推究印」、「說法印」、「名心印」、「轉法輪印」等等，表示講解教法或詮釋教義的姿態。